# Steve Sailer
Steven Ernest Sailer (nacido el 20 de diciembre de 1958) es un periodista, crítico de cine, bloguero y columnista paleoconservador estadounidense. Ha sido corresponsal de UPI y columnista de Taki's Magazine y VDARE, un sitio web asociado con la supremacía blanca, el nacionalismo blanco, y la alt-right. Tiene un historial de declaraciones racistas, y escribe sobre cuestiones raciales, cuestiones de género, política, inmigración, coeficiente intelectual, genética, películas y deportes. A partir de 2014, Sailer dejó de publicar su blog personal en su propio sitio web y lo trasladó a la Unz Review, una publicación en línea fundada por el empresario Ron Unz que promueve el antisemitismo, la negación del Holocausto, las teorías de la conspiración y material de la supremacía blanca.
A Sailer se le atribuye la acuñación de la teoría pseudocientífica de la raza conocida como "biodiversidad humana" en la década de 1990, término que posteriormente se utilizó entre la alt-right como eufemismo de racismo científico. En sus escritos para VDARE, Sailer ha descrito que las personas de raza negra tienden a "poseer un juicio nativo más pobre que los miembros de grupos mejor educados".

## Vida personal
Sailer fue un niño adoptado; creció en Studio City, Los Ángeles. Se especializó en economía, historia y gestión en la Universidad Rice (licenciatura, 1980). En 1982 obtuvo un MBA en la UCLA con dos especialidades: finanzas y marketing. En 1982 se trasladó de Los Ángeles a Chicago, y desde entonces hasta 1985 dirigió los mercados de prueba de BehaviorScan para Information Resources, Inc. En 1996 se le diagnosticó un linfoma no Hodgkin, y en febrero de 1997 recibió tratamiento con Rituximab. Ha estado en remisión desde esos tratamientos. En el año 2000 se convirtió en periodista a tiempo completo y dejó Chicago por California.

## Carrera de escritor
De 1994 a 1998, Sailer trabajó como columnista en la revista conservadora National Review, en la que desde entonces ha publicado esporádicamente.
En agosto de 1999, debatió con Steve Levitt en el sitio web Slate, poniendo en duda la hipótesis de Levitt, que aparecería en el libro Freakonomics de 2005, de que el aborto legalizado en Estados Unidos reducía la delincuencia.
Sailer, junto con Charles Murray y John McGinnis, fue descrito como un "conservador evolucionista" en un artículo de portada de National Review en 1999 por John O'Sullivan. El trabajo de Sailer aparece con frecuencia en Taki's Magazine y VDARE, mientras que los análisis de Sailer han sido citados por periódicos como The Washington Times, The New York Times, San Francisco Chronicle y The Times of London. Ha aparecido como invitado en The Political Cesspool, un programa de radio de extrema derecha que ha sido ampliamente criticado por promover el antisemitismo y la supremacía blanca. De 2000 a 2002, Sailer fue corresponsal nacional de United Press International, informando sobre deportes, derecho y política, entre otros temas.
El artículo de Sailer de enero de 2003 "Cousin Marriage Conundrum", publicado en The American Conservative, argumentaba que la construcción de la nación en Irak probablemente fracasaría debido al alto grado de consanguinidad entre los iraquíes debido a la práctica común del matrimonio entre primos. Este artículo se volvió a publicar en The Best American Science and Nature Writing 2004.
En 2008, Sailer publicó su único libro, America's Half-Blood Prince, un análisis de Barack Obama basado Dreams from My Father, el libro de sus memorias.
Sailer es el fundador de un foro de debate en línea llamado Human Biodiversity Discussion Group.

## Influencia
Los escritos de Sailer han sido descritos como precursores del trumpismo, pareciendo "ejercer una especie de influencia subliminal en gran parte de la derecha en [la década de 2000]. Uno podía detectar su influencia incluso en los lugares donde sus polémicos escritos sobre la raza eran decididamente inoportunos". Tyler Cowen ha descrito a Sailer como el "pensador neorreaccionario más significativo de la actualidad". Tras las elecciones de 2016, el analista Michael Barone atribuyó a Sailer haber trazado en 2001 el camino electoral que Donald Trump había seguido con éxito.

## Opiniones y críticas
Sailer ha escrito a menudo sobre cuestiones de raza e inteligencia, argumentando que algunas razas nacen con ventajas inherentes sobre otras, pero que las políticas socioeconómicas conservadoras pueden mejorar las cosas para todos. Sailer ha sido calificado de supremacista blanco por el Southern Poverty Law Center y la Columbia Journalism Review.
Sailer cita estudios que dicen que, en promedio, los negros y los mexicanos en Estados Unidos tienen un coeficiente intelectual más bajo que los blancos, y que los judíos asquenazíes y los asiáticos orientales tienen un coeficiente intelectual más alto que los blancos no judíos. También considera que "al menos para algunos propósitos, la raza es realmente una clasificación muy útil y razonable", como por ejemplo para "ajustar" la Acción Afirmativa cuando es "económicamente conveniente", y para el gerrymandering político.
Rodolfo Acuña, profesor de estudios chicanos, considera que las declaraciones de Sailer sobre este tema proporcionan "un pretexto y una justificación negativa para discriminar a los latinos estadounidenses en el contexto de la historia de Estados Unidos". Acuña afirmó que catalogar a los latinos como no blancos da a Sailer y a otros "la oportunidad de dividir a los latinos en razas, debilitando así al grupo al establecer un escenario en el que los mexicanos de piel más clara son aceptados como latinos o hispanos y los latinos de piel más oscura son relegados a una clase inferior".
En un artículo sobre el huracán Katrina, Sailer dijo en referencia al eslogan de Nueva Orleans "let the good times roll" que "es un mensaje especialmente arriesgado para los afroamericanos". Afirmaba que los afroamericanos tienden a poseer un juicio nativo más pobre que los miembros de grupos más educados, y por ello necesitan una guía moral más estricta por parte de la sociedad. El artículo sobre el huracán Katrina fue criticado por ser racista por Media Matters for America y el Southern Poverty Law Center, así como por algunos comentaristas conservadores. El columnista neoconservador John Podhoretz escribió en el blog National Review Online que la declaración de Sailer era "escandalosamente racista y paternalista", además de "repugnante".

### La "Estrategia Sailer"
El término "Estrategia Sailer" se ha utilizado para la propuesta de Sailer de que los candidatos republicanos pueden ganar apoyo político en las elecciones estadounidenses apelando a los trabajadores blancos de clase trabajadora con posiciones nacionalistas de derecha heterodoxas y económicas populistas. Para ello, Sailer sugiere que los republicanos apoyen el proteccionismo económico, la política identitaria y expresen su oposición a la inmigración, entre otras cuestiones. El objetivo de esto es aumentar la cuota de los republicanos en el electorado blanco, y disminuir su cuota de minorías en el electorado, en la creencia de que los votos de las minorías no podrían ser ganados en números significativos.
La estrategia fue similar a la utilizada por Donald Trump en las elecciones presidenciales de Estados Unidos de 2016, y ha sido reivindicada como una de las razones por las que Trump pudo ganar el apoyo entre los votantes blancos rurales.